# Quinault-Dufresne
Quinault-Dufresne, pseudonimo di Abraham-Alexis Quinault (Verdun, 9 settembre 1693 – Parigi, 12 febbraio 1767), è stato un attore teatrale francese.

## Biografia
Quinault-Dufresne fu figlio di Jean Quinault, capostipite di una famiglia di attori francesi attivi nel Seicento e nel Settecento.
Dufresne proseguì con successo l'attività paterna di attore, così come alcuni dei suoi fratelli:
- Jean-Baptiste-Maurice (1687-1745);
- Marie-Anne-Christine (1695-1791), conosciuta come Mademoiselle Quinault la Maggiore;
- Jeanne-Françoise (1699-1783), conosciuta come Mademoiselle Quinault la Giovane, che raggiunse un ottimo successo nel ruolo di servetta, oltre che per un celebre salotto letterario.[2]

Abraham-Alexis Quinault-Dufresne, detto Dufresne, raggiunse la fama sia per la sua bellezza guadagnandosi i favori di numerose dame sia per la semplicità della sua recitazione, in un momento storico-teatrale in cui andava di moda la recitazione molto enfatizzata.
Tra le sue interpretazioni più rilevanti si possono menzionare quella dell'Edipo di Voltaire, oltre a quella della commedia Le glorieux di Philippe Néricault Destouches.